# Clostridium chauvoei
Clostridium chauvoei  (Synonym: C. feseri, Rauschbrandbazillus) ist ein Bakterium aus der Gattung der Clostridien. C. chauvoei ist ein stäbchenförmiger, grampositiver, beweglicher, obligater Anaerobier. Seine Sporen sind sehr widerstandsfähig und überleben lange Zeit im Boden. Das Bakterium ist der Erreger des Rauschbrandes, einer Tierseuche, die meist letal verläuft. Aufgrund der hohen Mortalitätsrate ist eine Infektion anzeigepflichtig.
1876 entdeckten Johann Feser und Otto von Bollinger, dass der Rauschbrand von einem anderen Erreger ausgelöst wird als der Milzbrand. 1887 identifizierte der französische Tierarzt Saturnin Arloing diesen Erreger und benannte ihn nach seinem Lehrer Auguste Chauveau als Bacterium chauvoei. Scott benannte ihn 1928 in Clostridium chauvoei um.

## Pathogenese
Die Sporen des Bakteriums können längere Zeit im Darmtrakt von Rindern und Schafen vorhanden sein, ohne dass die Krankheit ausbricht. Der Erreger bewohnt Leber, Darm und andere Gewebe empfänglicher und unempfänglicher Wirte. Die Ansteckung erfolgt durch Aufnahme des Erregers über mit Kot kontaminiertem Erdreich. Hier erfolgt die Aufnahme im Darm. Auch der Kontakt mit Wunden führt zu einer Infektion. Meist tritt der Rauschbrand nach Verletzungen, die bei der Kastration, Schur oder Geburt entstehen können, auf. In der Folge breitet sich das Bakterium lymphogen und hämatogen, ausgehend vom Darmepithel, im gesamten Körper, vor allem in der Skelettmuskulatur aus.

## Toxine
Wie alle Clostridien bildet Clostridium chauvoei  eine Reihe von Exotoxinen. Das C.-chauvoei-Toxin A (CctA), ein Cytotoxin, gehört zur Familie der β-porenbildenden Proteine (β-barrel pore forming toxins) und ist der Hauptvirulenzfaktor des Bakteriums und für die zytotoxischen und hämolytischen Effekte verantwortlich. Weitere Faktoren sind eine DNAse (β-Toxin) und eine Neuraminidase, welche zu einer Zerstörung der Interzellularsubstanz führt. Darüber hinaus produziert das Bakterium eine Hyaluronidase, welche vermutlich für Gewebszerstörungen im Wirt verantwortlich ist. Mit Chauveolysin (δ-Toxin) stellt der Erreger ein Cholesterol-bindendes Cytolysin, welches Membranporen in der Wirtszelle bildet her und damit zum Zelluntergang führt.

## Diagnostik
Die standardisierte Methode zur Diagnose eines Befalles mit C. chauvoei ist die einfache Kultivierung betroffenen Gewebes und eine anschließende Identifikation des Krankheitserregers.
Durch eine sorgfältige Analyse der an Rauschbrand verendeten Tiere lässt sich in den meisten Muskel- und Gewebeproben C. chauvoei vorfinden. Diese können danach isoliert und kultiviert werden. In den meisten Fällen ist die vorgefundene Keimzahl relativ hoch. Es besteht aber auch die Möglichkeit einer zu geringen Anzahl an C. chauvoei Bakterien, wodurch eine Kultivierung ausgeschlossen ist.
Vor einer biochemischen Identifikation ist es wichtig, eine Reinkultur des Erregers zu gewinnen. Die PCR-Methode (Polymerase Chain Reaction) zur Diagnose von C. chauvoei ist momentan die schnellste und effektivste. Diese wird benutzt, um spezifische Segmente des 16-S-ribosomalen RNA-Gens von C. chauvoei tiefer zu erkunden. Drei Einheiten von Primern werden genutzt, um Amplikons von 159, 836 und 959 Basenpaaren zu produzieren. Die PCR-Methode wurde durch klinische Tests mit wichtigen Clostridiumstämmen entwickelt. Einer dieser Stämme ist der Clostridiumstamm 21.

## Prävention
Der Krankheit kann unter anderem durch eine Impfung mit inaktiviertem C. chauvoei oder Clostridium septicum (Rauschbrandvakzine) vorgebeugt werden. Hierbei werden meist polyvalente Clostridien-Impfstoffe eingesetzt, um vollen Impfschutz zu gewährleisten. Diese Impfung ist sowohl für Rinder als auch für Schafe sicher und verlässlich. Bei einem Ausbruch der Krankheit sollten man alle empfänglichen Tiere impfen. Dadurch werden neue Erkrankungen, die innerhalb von zehn Tagen bis zum vollen Impfschutz auftreten können, vermieden. Damit sich Antikörper für die passive Immunisierung der Lämmer bilden können, sollten die Tiere zudem acht bis vier Wochen vor dem Lammtermin geimpft werden.

## Übertragung
Bei Schafen erfolgt die Infektion meist über Wunden und Verletzungen, Rinder hingegen nehmen die Sporen des Bakteriums oral mit dem Futter auf. Dies erfolgt vorwiegend beim Grasen der Tiere auf Weideland, das mit zahlreichen pathogenen Sporen belastet ist. Diese im Boden vorkommenden Sporen bewahren über Jahre ihre Infektionsfähigkeit und sind somit eine Ansteckungsquelle auf längere Sicht. In der Bundesrepublik Deutschland sind vor allem die Weser-Ems-Niederungen und die Voralpenregionen Rauschbranddistrikte. Erhöhte Ansteckungsgefahr ist außerdem in heißen Sommermonaten gegeben, da beim Fressen niedriger Pflanzen Erde mit aufgenommen wird.
C. chauvoei kann in seltenen Fällen auch immungeschwächte Menschen infizieren, wobei mindestens ein Todesfall bekannt ist, ein 58-jähriger Diabetiker. Die erste Überlebende war 2023 eine Australierin. Sie wurde mit Antibiotika und 
Hyperbarer Oxygenierung behandelt, dennoch musste ein Teil ihres Magens entfernt werden.